# Сольферино (Кинтана-Роо)
Сольферино (исп. Solferino) — посёлок в Мексике, штат Кинтана-Роо, входит в состав муниципалитета Ласаро-Карденас. Численность населения, по данным переписи 2020 года, составила 767 человек.

## Общие сведения
Поселение было основано в доиспанский период и носило название Лабка́ (исп. Labcáh), что с языка майя можно перевести как: старая деревня.
Оно входило в состав майянской провинции Экаб.
В 1527 году регион был завоёван войсками Франсиско де Монтехо.
Во времена порфириато поселение стало центром латифундии с плантациями сахарного тростника, какао, хлопка, бананов и добычей каучука.
Название Сольферино было дано поселению по цвету красителя, добывавшегося из кампешевого дерева в конце XIX века.
Посёлок расположен в 30 км к северу от административного центра, города Кантунилькин.

## Население
| Год  | Численность | Численность |
| ---- | ----------- | ----------- |
| 2000 | 762         | [ 6 ]       |
| 2005 | 810         | [ 7 ]       |
| 2010 | 799         | [ 8 ]       |
| 2020 | 767         | [ 9 ]       |